# Rinat Kashaev
Rinat Kashaev é um matemático, professor da Universidade de Genebra.
Foi palestrante convidado do Congresso Internacional de Matemáticos no Rio de Janeiro (2018: The Teichmüller TQFT).